# الخندق الشرقی
الخندق الشرقی (به عربی: الخندق الشرقی) یک روستا در سوریه است که در ناحیه مرکزی سقیلبیه واقع شده‌است. الخندق الشرقی ۷۳۷ نفر جمعیت دارد.